# Хайме Лосано
Хайме Лосано (ісп. Jaime Lozano, нар. 29 вересня 1979, Мехіко) — мексиканський футболіст, що грав на позиції півзахисника. По завершенні ігрової кар'єри — тренер. Очолював тренерський штаб олімпійської збірної та національної збірної Мексики.
Виступав, зокрема, за «УНАМ Пумас» та «Крус Асуль», а також національну збірну Мексики, з якою став срібним призером Золотого кубка КОНКАКАФ 2007 року, бронзовим призером Кубка Америки 2007 року та півфіналістом Кубка конфедерацій 2005 року.

## Клубна кар'єра
У дорослому футболі дебютував 1999 року виступами за команду «УНАМ Пумас», в якій провів три сезони, взявши участь у 50 матчах чемпіонату. У сезоні 2001/02 Лосано грав за «Атлетіко Селая», після чого повернувся в «УНАМ Пумас», з яким він в 2004 році виграв Клаусуру, Апертуру і Кубок Сантьяго Бернабеу.
Влітку 2005 року Лосано перейшов у «УАНЛ Тигрес», де провів наступні 2,5 сезон. Своєю грою за останню команду привернув увагу представників тренерського штабу клубу «Крус Асуль», до складу якого приєднався на початку 2008 року. Відіграв за команду з Мехіко наступні два з половиною сезони своєї ігрової кар'єри, після чого протягом 2010—2012 років на правах оренди захищав кольори клубу «Монаркас», і в фіналі Клаусури 2011 забив гол «УНАМ Пумас», хоча його команда програла 2:3 і стала віце-чемпіоном країни.
Завершив ігрову кар'єру у рідній команді «УНАМ Пумас», до якої повернувся влітку 2012 року і по завершенні сезону 2012/13 закінчив ігрову кар'єру.

## Виступи за збірну
6 липня 2000 року дебютував в офіційних матчах у складі національної збірної Мексики в товариській грі проти збірної ПАР (4:2).
У складі збірної був учасником розіграшу Кубка Америки 2004 року у Перу, дійшовши з командою до чвертьфіналу. Надалі Лосано був основним гравцем у кваліфікації до чемпіонату світу 2006 року в Німеччині, забивши 11 голів і ставши другим найкращим бомбардиром команди після Хареда Борхетті (14 голів), але через травму не зміг взяти участь у фінальній частині турніру. Натомість він зіграв у Кубку конфедерацій 2005 року у Німеччині, де зіграв у 3 іграх і посів з командою 4 місце.
2007 року зі збірною Лосано був учасником розіграшу Золотого кубка КОНКАКАФ 2007 року у США, де разом з командою здобув «срібло», а наступного місяця поїхав і на Кубок Америки 2007 року у Венесуелі, на якому команда здобула бронзові нагороди.
Загалом протягом кар'єри у національній команді, яка тривала 8 років, провів у її формі 34 матчі, забивши 12 голів.

## Кар'єра тренера
По завершенні кар'єри гравця залишився в «УНАМ Пумас», де став тренувати молодіжну команду до 20 років, а наступного року очолив цю ж посаду у «Керетаро». Після того як з цією командою Лосано виграв мексиканську Клаусуру U-20, його призначили помічником головного тренера першої команди «Керетаро» під керівництвом Віктора Мануеля Вусетіча. 
Після звільнення Вусетіча 31 січня 2017 року, Лосано був призначений новим головним тренером команди. 16 липня Хайме виграв свій перший трофей як головний тренер, коли «Керетаро» переміг «Америку» з рахунком 2:0, і став переможцем Суперкубка Мексики 2017 року. 22 жовтня Лосано був звільнений через низькі результати.
18 грудня 2018 року Лосано був призначений головним тренером олімпійської збірної Мексики, з якою у 2019 році став бронзовим призером Турніру в Тулоні та Панамериканських іграх. 2021 року зі збірною виграв Передолімпійський турнір КОНКАКАФ. Цей результат дозволив команді поїхати на футбольний турнір на Олімпійських іграх 2020 року у Токіо, на якому команда здобула бронзові олімпійські нагороди.

## Досягнення

### Як гравець
- Чемпіон Мексики (2): Клаусура 2004, Апертура 200
- Володар трофея Чемпіон чемпіонів Мексики (1): 2004
- Переможець Північноамериканської Суперліги (1): 2010
- Володар Кубка Сантьяго Бернабеу (1): 2004
- Срібний призер Золотого кубка КОНКАКАФ: 2007
- Бронзовий призер Кубка Америки: 2007

### Як тренер
- Володар Суперкубка Мексики: 2018
- Бронзовий призер Панамериканських ігор: 2019
- Бронзовий призер Олімпійських ігор: 2020